# Fráze (stylistika)
Fráze (z fr. phrase, věta), úsloví, rčení či slovní obrat v češtině znamená ustálenou a často opakovanou větu nebo slovní obrat. V běžné řeči je dnes fráze nejčastěji synonymem pro klišé – bezmyšlenkovitě opakovanou banalitu, která se tak opotřebovala, že už nic neříká, případně může i zastírat skutečný úmysl mluvčího.

## Historie
Podle Aristotela patří často opakované myšlenky (topoi) do repertoáru dobrého řečníka, i když to nejsou argumenty a přesvědčují jen proto, že je posluchači už mnohokrát slyšeli. V latinské kultuře se mluvilo o loci communes čili „obecných místech“, o výrocích a tématech, s nimiž všichni souhlasí a která nikoho nezarazí.
Od 19. století se hodnocení těchto obecně užívaných obratů a vět mění a dostává spíše pejorativní význam. Autoři zdůrazňují, že se jedná o náhražky myšlení, o otřelé metafory, které mohou sloužit jen k vypočítavému působení na předsudky a emoce posluchačů. První, kdo se jim výslovně kriticky věnoval, byl francouzský spisovatel Gustave Flaubert, který napsal Slovník banálních frází (Dictionnaire des idées recues). V češtině se frázím věnovali zejména Karel Poláček (Žurnalistický slovník), Karel Čapek (Kritika slov, V zajetí slov), Václav Havel (Zahradní slavnost) a Vladimír Just (Slovník floskulí).

## Hodnocení
Frázista, abych hovořil mluvou trestního zákona, béře na se falešnou tvářnost člověka majícího myšlenky a schopného úsudek vydávati. Ve skutečnosti je prokázáno, že záliba ve frázích vzniká z neznalosti fakt, z nepřítomnosti myšlenky a nedostatku vlastního úsudku.
Karel Poláček, Žurnalistický slovník, 1933
Aby se ustálené rčení stalo frází, musí v něm být něco falešného, něco nepravdivého a přepjatého. Fráze vždycky tak trochu lže. Fráze není ustálené rčení, ale ustálené lhaní. Fráze je habituální a zmechanizovaná neupřímnost.
Karel Čapek, V zajetí slov, 1933
Oblast neosobní a odosobněné řeči je funkčně a sociálně vymezena; řeči odosobněné slouží ustálené formule ryze věcné, kdežto frázemi většinou rozumíme ustálená rčení metaforická, zásadně určená k tomu, aby tlumočila emoce.
Pavel Trost, Poláčkův román maloměstský, 1937
Fráze: myšlenka v uniformě.
Václav Dušek